# Gilbert Crispin

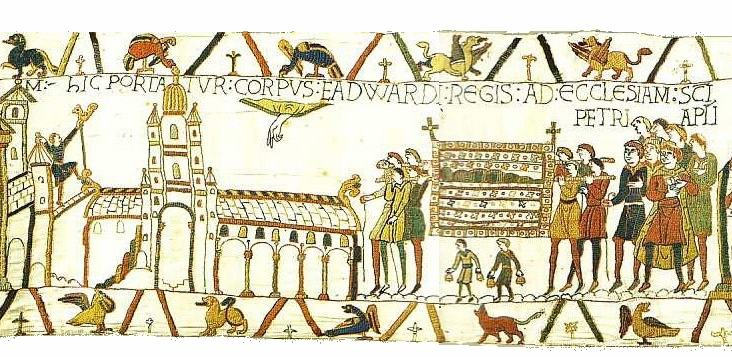
De kerk van de Abdij van Westminster op het Tapijt van Bayeux (links). Dit is de enige bekende afbeelding van de kerk zoals ze werd gebouwd door Eduard de Belijder en bestond tijdens het leven van Gilbert Crispin.

Gilbert Crispin (†1117/1118) was een Normandisch monnik in de Abdij van Bec tussen 1055 en 1079 en abt van de abdij van Westminster van 1085 tot zijn dood in 1117 of 1118. Als abt van Westminster lijkt hij zeer bedreven geweest te zijn in het beheer van de wereldlijke goederen van de abdij. Daarnaast was hij ook actief als theoloog, met onder meer een invloedrijk werk over de Joodse theologie over de incarnatie, de Disputatio Iudaei et Christiani, en was hij de schrijver van het Vita Herluini, de vita van de stichter van de abdij van Bec, Herluin.

## Monnik
De familie Crispin was een belangrijke familie in Normandië die goede banden onderhield met de abdij van Bec. Zo was de vader van Gilbert, Willem Crispin, een vriend en beschermheer van Herluin, de stichter van de abdij van Bec, en koos hij ervoor om de laatste jaren van zijn leven in de abdij door te brengen. Hij beloofde ook om zijn jongste zoon, Gilbert Crispin, als oblaat aan de abdij te schenken, waar die laatste dan ook intrad in 1055, vermoedelijk op 10-jarige leeftijd. Tijdens zijn 25-jarig verblijf in Bec kwam hij in contact met een aantal vooraanstaande theologen die een belangrijke invloed op zijn leven zouden hebben. In de eerste plaats wordt hij genoemd als leerling van Lanfranc, toenmalig prior van Bec, maar later ook abt van St. Etienne in Caen en aartsbisschop van Canterbury. Ook studeerde hij tussen 1063, het vertrek van Lanfranc, en 1080, toen hij Lanfranc volgde naar Canterbury, onder Anselmus van Canterbury, wiens filosofie over de incarnatie, de menswording van Christus, een grote invloed op Gilbert Crispin zou uitoefenen.

### Abt van Westminster
In 1079/1080 vertrok Gilbert Crispin op vraag van Lanfranc naar Engeland, waar hij zo'n vijf jaar in de omgeving van Lanfranc blijven tot hij in 1085 door die laatste benoemd werd tot abt van Westminster. Westminster was een abdij die tot halverwege de 11e eeuw een weinig belangrijke rol had gespeeld in de Engelse geschiedenis, al was er wel al sprake van een band met de Angelsakische koningen in de 9e – 10e eeuw. Halverwege de 11e eeuw veranderde dat toen Edward de Belijder, voorlaatste Angelsaksische koning, zich in 1066 liet begraven in de abdij en ze om die reden verbouwde en een groot aantal schenkingen deed, waardoor ze een stuk rijker werd. Bovendien liet zijn opvolger, Harold Godwinson, zich kronen in de nieuwe abdijkerk en ook diens opvolger, Willem de Veroveraar deed dat. Beide vorsten deden dat vooral om hun band met Edward te onderstrepen aangezien ze beiden beweerden hem op te volgen, maar deze traditie zou blijven bestaan doorheen de volledige Engelse geschiedenis.
In Westminster volgde hij abt Vitalis van Bernay op die in 1076 door Lanfranc was benoemd als tweede Normandische abt van de abdij, na de desastreuze passage van Geoffrey van Jumièges. Vitalis was een zeer actief abt die onder meer de bezittingen van de abdij gevoelig had uitgebreid. Ook Gilbert Crispin was bezig met de landerijen van de abdij, en slaagde erin om die te vrijwaren van al te veel belastingen van koning William Rufus. Bovendien was hij verantwoordelijk voor de gevoelige uitbreiding van de gebouwen van de abdij, zoals een dormitorium (slaapzaal) en een refectorium (eetzaal). Hoewel dit waarschijnlijk als een verderzetting van eerder begonnen bouwprojecten moet worden gezien, zijn een aantal van deze toch met zekerheid toe te schrijven aan abt Gilbert Crispin. Als leerling van Anselmus van Canterbury en lid van het hervormingsnetwerk van de abdij van Bec was Gilbert Crispin ook zeer begaan met de discipline van zijn monniken, maar bij het invoeren van het model van Bec in Westminster ondervond hij problemen. Hij slaagde er evenwel wel in om de Decreta Lanfranci monachis in Westminster in te voeren en zo het model van Bec toe te passen.
Tijdens zijn abbatiaat was hij enkele keren gastheer voor een van zijn vroegere mentoren uit Bec, Anselmus, zoals in 1086 en in 1093 net voor die laatste benoemd zou worden tot aartsbisschop van Canterbury. Tijdens die verblijven besprak hij vrijwel zeker zijn theologisch werk Disputatio Iudaei et Christiani met Anselmus, aangezien deze zelf een werk schreef over de incarnatie, de Cur Deus homo. Op een ander werk van Gilbrert Crispin, De angelo perdito (over de val van Satan), heeft Anselmus waarschijnlijk een grote invloed uitgeoefend via diens De casu diaboli. Naast deze theologische werken was hij ook de auteur van het Vita Herluini, dat hij waarschijnlijk schreef na 1109. Enkele jaren later, in 1117 of 1118 overleed Gilbert Crispin na meer dan dertig jaar als abt van Westminster. Hij werd pas drie jaar later opgevolgd, in 1121, door Herbert, en tijdens deze periode zonder abt kende de abdij een donkere periode, onder meer door het beheer door een koninklijke custos, die het grootste deel van de inkomsten afroomde naar de schatkist van koning Henry I. Desondanks zou de abdij van Westminster een zeer belangrijke rol blijven spelen in de Engelse geschiedenis.

## Theologie
Het belangrijkste theologische werk van Gilbert Crispin is Disputatio Iudaei et Christiani, over de incarnatie, of de menswording van de christelijke God in Jezus Christus. Op het einde van de 11e en begin van de 12e eeuw werd de orthodox-christelijke interpretatie van de incarnatie immers gecontesteerd door de joden en zowel Anselmus als Gilbert Crispin trachtten een antwoord te vinden op hun bemerkingen. In dit werk geeft hij een discussie meer met een joodse geleerde uit Mainz over deze problemen om het joodse standpunt samen met de christelijke antwoorden mee te geven, maar het is onzeker of deze persoon echt heeft bestaan, al is het wel zeker dat Gilbert Crispin in aanraking kwam met de joodse gemeenschap tijdens zijn bouwwerken in Westminster, die immers zeer veel geld kostten, geld dat vaak van de joden werd geleend. Dit werk was relatief invloedrijk en is overgeleverd in meer dan dertig manuscripten, wat een indicatie geeft van een relatieve populariteit. In hetzelfde genre schreef hij ook Disputatio Christiani cum Gentili de Fide Christi, waarin hij het standpunt van een heidens filosoof uiteenzet. Dit gesprek is in tegenstelling tot het voorgaande werk wel met zekerheid fictief.
Gilbert Crispin heeft naast deze twee werken over de incarnatie ook over andere onderwerpen die in zijn tijd belangrijk waren geschreven. Zo zijn er twee verhandelingen over simonie, waarin in de Gregoriaanse hervormingen fel werd gestreden, De altaris sacramento en De simoniacis. Een aantal van zijn andere werken vertonen sterke invloeden van Anselmus, zoals De angelo perdito, De spiritu sancti, waarbij hij Anselmus om de oplossing van een probleem uit het werk vroeg, en De anima. Gilbert Crispin was niet een theoloog met dezelfde invloed als zijn voorbeeld Anselmus, wiens methode overal in zijn werk is terug te vinden, maar zijn werken getuigen wel van een grote interesse voor de toenmalige debatten in de Anglo-Normandische Kerk, waaraan hij met deze verhandelingen ook bijdroeg.

### Werken
- Disputatio Iudaei et Christiani
- Disputatio Christiani cum Gentili de Fide Christi
- De Monachatu
- Probatio de illa Peccatrice que unxit Pedes Domini
- De Angelo Perdito (over de val van Satan)[17]
- De Spiritu Sancto
- De Altaris Sacramento
- De Simoniacis (over simonie)
- De Anima
- Sermo in Septuagesima
- Sermo in Ramis Palmarum
- De Creacione Sex Dierum
- De Corpore et Sanguine Domini
- De Confessione
- Ad Anselmum Archiepiscopum (brief aan Anselmus tijdens diens ballingschap in 1105)[17]
- Vita Herluini (de vita van Herluin, eerste abt van Bec)

- Bibsys: 90345142
- Bibliothèque nationale de France: cb120654736 (data)
- Gemeinsame Normdatei: 100942830
- International Standard Name Identifier: 0000 0000 7980 1118
- Library of Congress Control Number: n86017468
- Nationale Bibliotheek van Israël: 987007260066305171
- Nederlandse Thesaurus van Auteursnamen: 070580189
- Réseau des bibliothèques de Suisse occidentale: 02-A011429166
- Istituto Centrale per il Catalogo Unico: CFIV078419
- SNAC: w6cp7s8w
- Système universitaire de documentation: 028918363
- Virtual International Authority File: 97751571
- WorldCat: E39PBJyMjDYJwQ7Pf9V36D9hpP